# Féricy
Féricy is een gemeente in het Franse departement Seine-et-Marne (regio Île-de-France) en telt 593 inwoners (2005). De plaats maakt deel uit van het arrondissement Melun.

## Geografie
De oppervlakte van Féricy bedraagt 9,3 km², de bevolkingsdichtheid is 63,8 inwoners per km².
De onderstaande kaart toont de ligging van Féricy met de belangrijkste infrastructuur en aangrenzende gemeenten.

## Demografie
Onderstaande figuur toont het verloop van het inwonertal (bron: INSEE-tellingen).